# كيم كي سوك
كيم كي سوك (مواليد 2 سبتمبر 1980) هو ملاكم كوري جنوبي، مثّل بلاده في الألعاب الأولمبية الصيفية في دورتي 2000 و2004.

## روابط خارجية
كيم كي سوك على موقع أوليمبيديا (الإنجليزية)